# Patrik Brandner
Patrik Brandner (Drozdov, 4 gennaio 1994) è un calciatore ceco, attaccante della Dyn. Č. Budějovice.

## Statistiche

### Presenze e reti nei club
Statistiche aggiornate al 28 ottobre 2022.
| Stagione                       | Squadra                        | Campionato                     | Campionato | Campionato | Coppe nazionali | Coppe nazionali | Coppe nazionali | Coppe continentali | Coppe continentali | Coppe continentali | Altre coppe | Altre coppe | Altre coppe | Totale | Totale |
| Stagione                       | Squadra                        | Comp                           | Pres       | Reti       | Comp            | Pres            | Reti            | Comp               | Pres               | Reti               | Comp        | Pres        | Reti        | Pres   | Reti   |
| ------------------------------ | ------------------------------ | ------------------------------ | ---------- | ---------- | --------------- | --------------- | --------------- | ------------------ | ------------------ | ------------------ | ----------- | ----------- | ----------- | ------ | ------ |
| 2013-2014                      | Příbram                        | 1L                             | 5          | 0          | CRC             | 2               | 0               |                    | -                  | -                  |             | -           | -           | 7      | 0      |
| 2015-2016                      | Příbram                        | 1L                             | 15         | 1          | CRC             | 2               | 0               |                    | -                  | -                  |             | -           | -           | 17     | 1      |
| 2016-gen. 2017                 | Příbram                        | 1L                             | 13         | 3          | CRC             | 0               | 0               |                    | -                  | -                  |             | -           | -           | 13     | 3      |
| Totale Příbram                 | Totale Příbram                 | Totale Příbram                 | 33         | 4          |                 | 4               | 0               |                    | -                  | -                  |             | -           | -           | 37     | 4      |
| gen.-giu. 2017                 | Dukla Praga                    | 1L                             | 6          | 0          | CRC             | -               | -               |                    | -                  | -                  |             | -           | -           | 6      | 0      |
| 2017-2018                      | Dukla Praga                    | 1L                             | 22         | 1          | CRC             | 0               | 0               |                    | -                  | -                  |             | -           | -           | 22     | 1      |
| 2018-feb. 2019                 | Dukla Praga                    | 1L                             | 16         | 0          | CRC             | 3               | 1               |                    | -                  | -                  |             | -           | -           | 19     | 1      |
| Totale Dukla Praga             | Totale Dukla Praga             | Totale Dukla Praga             | 44         | 1          |                 | 3               | 1               |                    | -                  | -                  |             | -           | -           | 47     | 2      |
| feb.-giu. 2019                 | Dynamo České Budějovice        | FNL                            | 13         | 2          | CRC             | -               | -               |                    | -                  | -                  |             | -           | -           | 13     | 2      |
| 2019-2020                      | Dynamo České Budějovice        | 1L                             | 26+2       | 5          | CRC             | 3               | 1               |                    | -                  | -                  |             | -           | -           | 31     | 6      |
| 2020-2021                      | Dynamo České Budějovice        | 1L                             | 34         | 6          | CRC             | 1               | 0               |                    | -                  | -                  |             | -           | -           | 35     | 6      |
| 2021-2022                      | Dynamo České Budějovice        | 1L                             | 21+2       | 1          | CRC             | 3               | 2               |                    | -                  | -                  |             | -           | -           | 26     | 3      |
| Totale Dynamo České Budějovice | Totale Dynamo České Budějovice | Totale Dynamo České Budějovice | 94+4       | 14         |                 | 7               | 3               |                    | -                  | -                  |             | -           | -           | 105    | 17     |
| 2022-2023                      | Slovácko                       | 1L                             | 6          | 1          | CRC             | 1               | 1               | UEL+UECL           | 0+1                | 0                  |             | -           | -           | 8      | 2      |
| Totale carriera                | Totale carriera                | Totale carriera                | 177+4      | 20         |                 | 15              | 5               |                    | 1                  | 0                  |             | -           | -           | 197    | 25     |